# Puccinia piperi
Puccinia piperi ist eine Ständerpilzart aus der Ordnung der Rostpilze (Pucciniales). Der Pilz ist ein Endoparasit von Blausternen und Schwingeln. Symptome des Befalls durch die Art sind gelbe Rostflecken und Pusteln auf den Blattoberflächen der Wirtspflanzen. Das Verbreitungsgebiet umfasst weite Teile Europas.

## Merkmale

### Makroskopische Merkmale
Puccinia piperi ist mit bloßem Auge nur anhand der auf der Oberfläche des Wirtes hervortretenden Sporenlagern zu erkennen. Sie wachsen in Nestern, die als gelbliche bis braune Flecken und Pusteln auf den Blattoberflächen erscheinen.

### Mikroskopische Merkmale
Das Myzel von Puccinia piperi wächst wie bei allen Puccinia-Arten interzellulär und bildet Saugfäden, die in das Speichergewebe des Wirtes wachsen. Ihre Pyknien sind erst honigfarben, später rotbraun und wachsen auf beiden Blattseiten. Die Aecien wachsen kreisförmig in gelblichen Pusteln, später auch Schüsselchen. Sie besitzen rundliche bis ellipsoide Aecidiosporen von 21–28 × 17–23 µm, die hyalin und fein warzig sind. Die Uredien wachsen blattoberseitig und sind goldgelb. Ihre Uredosporen sind meist kugelig bis annähernd kugelig, 24–32 × 24–32 µm groß und leicht stachelwarzig. Die Telien der Art sind variabel geformt und hellbraun. Die Teleutosporen sind ein- bis zweizellig, variabel geformt und 45–76 × 16–22 µm groß. Sie sind hellbraun, ihre Stiele sind kurz und bräunlich.

## Verbreitung
Das bekannte Verbreitungsgebiet von Puccinia piperi reicht von Europa bis ins westliche Nordamerika.

## Ökologie
Die Wirtspflanzen von Puccinia piperi sind als Haplont unter anderem Zweiblättriger Blaustern (Scilla bifolia) sowie Schaf-Schwingel (Festuca ovina) für den Dikaryonten. Der Pilz ernährt sich von den im Speichergewebe der Pflanzen vorhandenen Nährstoffen, seine Sporenlager brechen später durch die Blattoberfläche und setzen Sporen frei. Die Art verfügt über einen Entwicklungszyklus mit Pyknien, Uredien, Telien und Aecidien.